# Tiny-G
Tiny-G (em coreano:  타이니지) foi um girl group sul-coreano formado pela GNG Productions em 2012. O grupo era composto por quatro integrantes: Mint, Dohee, J-Min e Myeongji. O nome "Tiny-G" significa "Minúsculo Gigante", porque ainda que elas são pequenas, com uma altura média de 1,54 cm, elas são fortes e ferozes como gigantes.

## História

### Estreia
Seu single de estreia "Tiny-G" foi lançado em 23 de agosto de 2012. Elas fizeram sua estreia no M! Countdown com "Tiny-G". O teaser da canção foi lançado na conta da LOEN Entertainment no YouTube no começo de agosto, com um clipe de 44 segundos lançado em 9 de agosto. Mais tarde, em 16 de agosto, elas lançaram fotos da capa do álbum. Após revelar um teaser do videoclipe e as fotos de seu álbum, o Tiny-G lançou um "teaser de drama" de 63 segundos, no dia 21 de agosto. Horas antes de sua estreia no M! Countdown, elas lançaram seu videoclipe de "Tiny-G". O grupo lançou seu segundo single, "Minimanimo", em 20 de janeiro. Mais tarde, no dia 01 de outubro de 2013, o grupo lançou seu 3º single, "Miss You". Depois de 9 meses, o grupo lançou seu 4º single, "Ice Baby". 
Disband (Fim do Tiny-G)
Em Março de 2015 foi anunciado o disband oficial do grupo, sem muitos detalhes sobre a vida em particular e profissional de cada membro.

## Ex-integrantes
| Tiny-G         | Tiny-G         | Tiny-G                      | Tiny-G             | Tiny-G                           | Tiny-G               | Tiny-G                                                          |
| Nome Artístico | Nome Artístico | Nome de nascimento          | Nome de nascimento | Data de nascimento               | Local de nascimento  | Posição no grupo                                                |
| Romanizado     | Hangul         | Romanizado                  | Hangul/Thai        | Data de nascimento               | Local de nascimento  | Posição no grupo                                                |
| -------------- | -------------- | --------------------------- | ------------------ | -------------------------------- | -------------------- | --------------------------------------------------------------- |
| Mint/Mintty    | 민트           | Goonshipas Peonpaweevorakul | กุญช์ภัสส์ พรปวีณ์วรกุล   | 23 de junho de 1994 (30 anos)    | Tailândia            | Dançarina Principal, Vocalista Líder, Rapper Líder e Face.      |
| Dohee          | 도희           | Min Do Hee                  | 민도희             | 25 de setembro de 1994 (30 anos) | Yeosu, Jeolla do Sul | Vocalista Guia, Rapper Guia e Visual.                           |
| J.Min          | 제이민         | Shin Min Jung               | 신민정             | 20 de novembro de 1994 (30 anos) | Seul                 | Líder, Vocalista Principal e Dançarina Guia.                    |
| Myeongji       | 명지           | Kim Myeong Ji               | 김명지             | 9 de outubro de 1997 (27 anos)   | Seul                 | Rapper Principal, Dançarina Líder, Vocalista de Apoio e Maknae. |

- Visual: Integrante mais bonita, escolhida pela empresa do grupo.
- Maknae: Integrante mais nova do grupo.
- Face: Integrante mais famosa do grupo.

## Discografia
Pré-estreia
- 2012: "Polaris" (Music and Lyrics OST – Jay Park & Lee Si-young)

EPs
- 2013: TBA

Singles
- 2012: Tiny-G (작은거인)
- 2013: MINIMANIMO
- 2013: MISS YOU (보고파)
- 2014: ICE BABY